# Radoszewo
Radoszewo (kaszb. Redëszewò lub też Redoszewò, niem. Reddischau, dawniej Radoszewo, Radochowo) – wieś kaszubska w Polsce położona w województwie pomorskim, w powiecie puckim, w gminie Puck. W kierunku północnym od Radoszewa znajdują się rezerwaty przyrody Woskownica Bielawskiego Błota i Moroszka Bielawskiego Błota. Miejscowość znajduje się w pobliżu (obecnie zdemontowanej) linii kolejowej (Puck-Łebcz-Krokowa).
Wieś szlachecka położona była w II połowie XVI wieku w powiecie puckim województwa pomorskiego. W latach 1975–1998 miejscowość administracyjnie należała do województwa gdańskiego.
Inne miejscowości z prefiksem Radosz: Radoszyn, Radoszyce, Radoszowice